# Homotherus tambensis
Homotherus tambensis là một loài tò vò trong họ Ichneumonidae.